# Шатовка (Харьковская область)
Шатовка (укр. Шатівка) — село,
Шатовский сельский совет,
Лозовский район,
Харьковская область, Украина.
Код КОАТУУ — 6323988001. Население по переписи 2001 года составляет 372 (178/194 м/ж) человека.
Является административным центром Шатовского сельского совета, в который, кроме того, входят сёла
Городнее,
Николаевка и
Александровка.

## Географическое положение
Село Шатовка находится на правом берегу реки Бритай,
выше по течению на расстоянии в 3 км расположено село Смирновка,
ниже по течению примыкает село Александровка.

## История
- 1859 год — дата основания.

## Экономика
- «Шатовское», сельскохозяйственное ЧП.

## Достопримечательности
В селе расположен мемориал на Братской могиле Советских воинов павших в годы Великой Отечественной войны 1941-1945 года.